# John Bellany

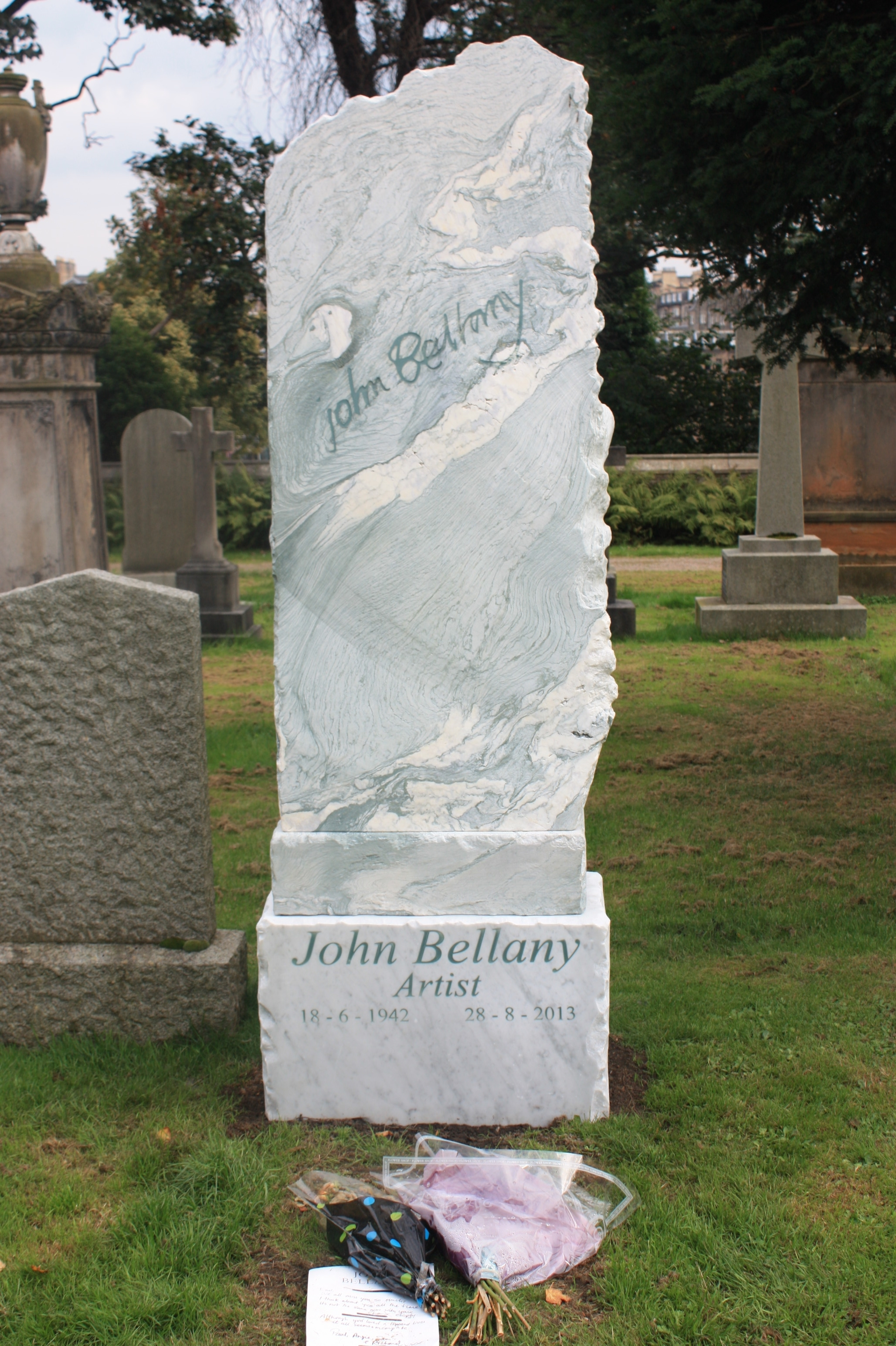
La tumba de Juan Bellany, cementerio Dean, Edimburgo.

John Bellany, CBE, RA (n. 18 de junio de 1942 - m. 28 de agosto de 2013) fue un pintor escocés.
Bellany nació en Port Seton. Durante la década de 1960, estudió en el Edinburgh College of Art y en el Royal College of Art de Londres.
En gran parte de su obra, se inspiró en las comunidades costeras de donde vino. Muchas de las pinturas de Bellany contienen la comunidad pesquera, tanto pinturas al óleo de los puertos, o los retratos de las personas de la comunidad pesquera. Sus problemas de salud que llevaron a un trasplante de hígado también inspiraron obras.
Una vida de movimiento en Barga, Toscana, Italia había cambiado drásticamente su obra que mostró un gran optimismo en la gama de colores brillantes utilizados.
El trabajo de Bellany se incluye en algunas de las grandes colecciones del mundo, incluyendo el Museo de Arte Moderno de Nueva York, el Museo Metropolitano de Nueva York y la Tate Britain, Londres.